# 国際建築家連合
国際建築家連合（こくさいけんちくかれんごう、略称：UIA）は、フランス・パリ15区メーヌ大通り (33 Avenue du Maine) に本部を置く、世界全域の著名建築家による自主組織。パリ本部事務局はオーギュスト・ペレが居住かつ事務所に用いたパリ16区レヌアール通りにある。
ディプロマ資格取得、数年間の実務経験カリキュラムに対する審査等、あるいは実作に対する評価を経て会員資格を得る。日本ではJIA（日本建築家協会）が代理窓口となっている。1948年、スイス・ローザンヌで発足。